# Apostolos Varnavas (Kato Polemidia)
Apostolos Varnavas (griechisch Απόστολος Βαρνάβας) ist ein Stadtteil der Stadt und Gemeinde Kato Polemidia im Bezirk Limassol auf Zypern.

## Lage und Umgebung

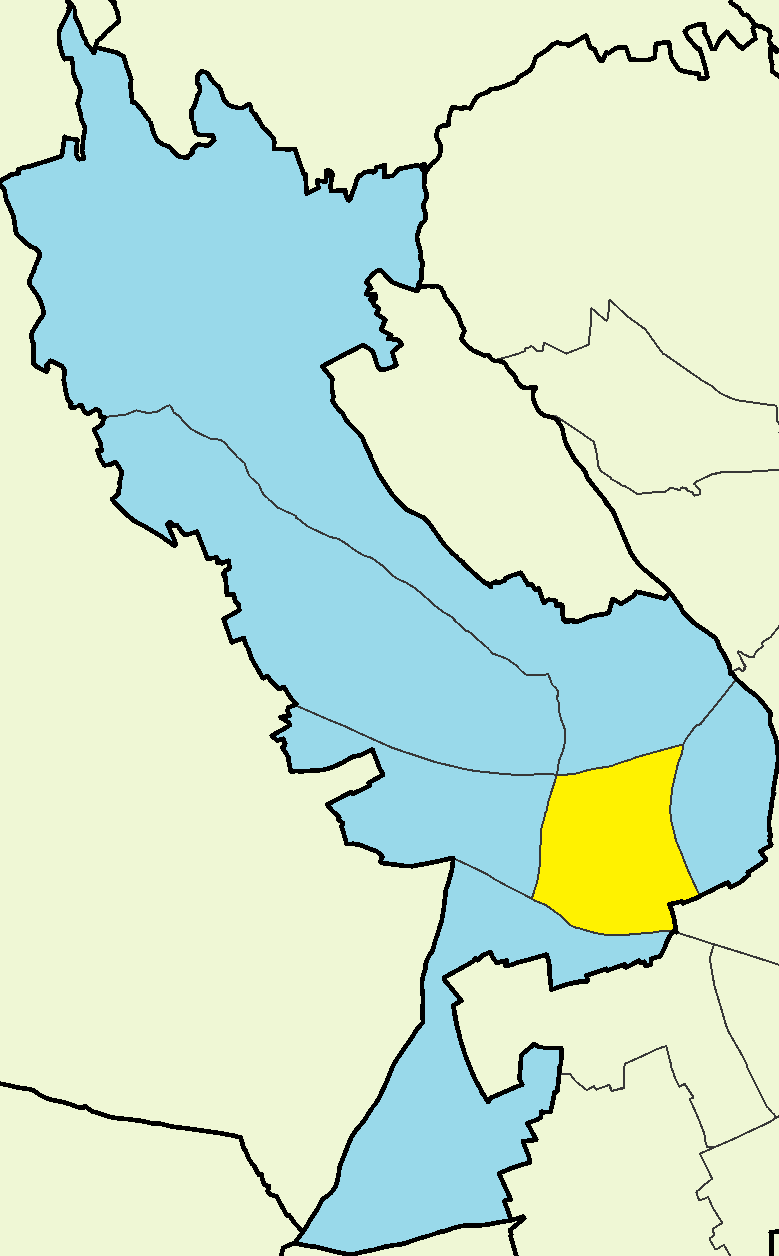
Lage in Kato Polemidia

Apostolos Varnavas ist ein eher östlich gelegener Stadtteil und gehört zu den kleineren Stadtteilen von Kato Polemidia. Im Süden grenzt es an den Stadtteil Archangelos Michail, im Osten an Makarios, im Norden an Panagia Evangelistria, im Westen an Anthoupoli und im Südosten mit einem kleinen Abschnitt an die Stadt Limassol. Es liegt südlich der A1 und in der Nähe des britischen Militärstützpunkts beziehungsweise der Halbinsel Akrotiri.

## Bevölkerung
Bei der letzten Bevölkerungszählung im Jahr 2011 wurden 6.005 Einwohner in Apostolos Varnavas gezählt und in Kato Polemidia insgesamt 22.369.

## Kultur und Sehenswürdigkeiten
Die Apostolos Varnavas Kirche ist die Kirche des Stadtteils und ist dem Apostel Barnabas gewidmet, aus dem Baujahr 2013.